# Charles Boulanger de Boisfrémont
Pour les articles homonymes, voir Boulanger (homonymie).
Charles Pompée Le Boulanger de Boisfrémont, né à Rouen le 25 juin 1773 et mort le 5 mars 1838 à Paris, est un peintre français.

## Biographie
Fils d’un conseiller au Parlement de Normandie, Boisfrémont fut, depuis sa jeunesse, attiré par les beaux-arts, mais ses parents, imbu de leur rang, tentèrent tout pour s’opposer à ce penchant en l’envoyant, à 14 ans, en 1787, chez les pages de la grande écurie du roi. Son aptitude aux exercices du corps, spécialement dans l’art de monter à cheval, le fit remarquer de Louis XVI, et son premier service fut de l’accompagner à l’ouverture des États généraux de 1789. Nommé premier page pour l’année suivante, il était de service au château, lors de la Journée du 10 août 1792 qui vit la constitution de la commune insurrectionnelle à Paris, la prise des Tuileries, le massacre des gardes suisses à Paris et la suspension de Louis XVI. Resté un des derniers dans les appartements après le massacre, il ne dut son salut qu’en se jetant par une des fenêtres sur la terrasse, où les Suisses défendaient encore chèrement leur vie. Les barrières étant fermées, il lui était difficile de s’évader et il resta cinq jours dans Paris, déguisé en Marseillais avant de parvenir à regagner Rouen, où les parlements n’existaient plus, son père était en fuite, son nom le rendait suspect et il se trouvait sans la moindre ressource.
Pendant quelques mois, il suivit, comme élève, les visites de l’Hôtel-Dieu dans l’intention de s’embarquer comme chirurgien sur quelque bâtiment, mais se lassa bientôt de cette carrière. Seule l’anatomie, où il acquit des notions qui devaient lui être d’une grande utilité par la suite, l’intéressait. Désormais libre suivre son gout pour les arts, il alla trouver le directeur de l’école de dessin, Descamps, qui l’accueillit avec bienveillance, lui fournit un galetas dans les greniers même de l’école et lui donna ses premières leçons. Il étudia avec ardeur pendant guère plus de douze mois, après quoi la Terreur étant parvenue à son comble, il lui devint impossible de se soustraire aux recherches que l’on faisait de tous ceux qui avaient servi le roi. Il ne trouva de voie de salut qu’en profitant d’une escadre envoyée en Amérique pour se faire accepter comme matelot. Peu de jours après, seize jeunes gens de famille, dans la même position que lui, furent découverts dans les escadres où ils étaient cachés, et guillotinés.
Embarqué comme novice matelot, le 31 octobre 1795, sur le vaisseau la République, son escadre mouilla dans la baie de Chesapeake, où avait eu lieu la célèbre bataille navale décisive dans la Guerre d’indépendance des États-Unis. Son espoir était de s’échapper en se jetant sur le premier rivage où il aborderait. Les soupçons dont il était l’objet lui valurent de mauvais traitements de la part de l’équipage. La surveillance dont il était l’objet rendait plus difficile l’exécution de son projet, mais la veille du jour où l’escadre devait retourner en France, étant de quart, la nuit, par une mauvaise mer, il se jeta à l’eau et alla s’accrocher à une barque de pêcheur que le hasard avait amenée à quelques toises du bâtiment, et gagna ainsi la terre. Il s’enfonça dans les bois et grâce aux secours des Amérindiens, il parvint exténué de faim et de fatigues, après plusieurs jours de marche, à Norfolk en Virginie, où un cordonnier français, déserteur du corps de la Fayette, lui donna des secours et lui facilita les moyens de gagner New York.

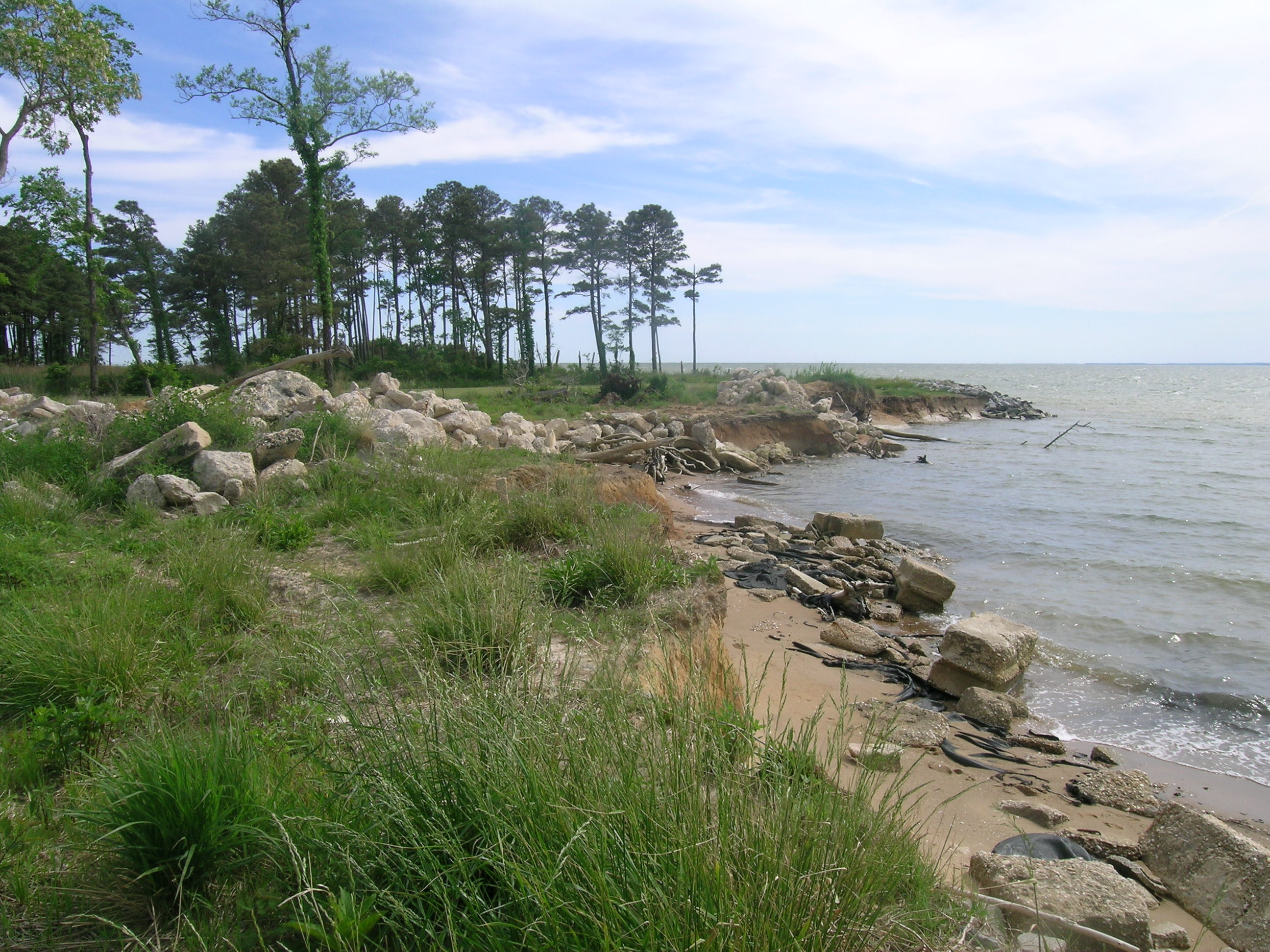
Vue de la baie de Chesapeake à Anchor of Hope.

Parvenu à New York, il y fit la rencontre d’un pauvre maitre de langue française, qui lui offrit quelques vieux morceaux d’étoffe dont il se confectionna un habit. Étranger à la langue du pays, éprouvant des difficultés pour subvenir à ses besoins, il débuta comme porte-faix sur le port, avant de devenir journalier. Il essaya successivement de plusieurs professions mécaniques. Accepté comme apprenti chez un peintre-vernisseur de voitures, il y prit quelques notions des couleurs et, avec les pinceaux et les grossières substances qui étaient à sa disposition, il se mit à peindre. Il commença par sa propre image, réfléchie dans une glace. Satisfait de son coup d’essai, il se mit à faire des portraits non sans avoir à vaincre de grandes difficultés, devant tout créer, tout imaginer, écrasant des noix pour faire de l’huile, préparant ses toiles en se servant pour les tendre du bois de son lit, faisant lui-même les couleurs. C’est au moyen de cette industrie que, sans préceptes, sans guides, sans modèles, il parvint à une certaine réputation. En parcourant les petites villes des États-Unis, il ne tarda pas à connaitre l’aisance et à amasser une petite fortune. Il prit le nom italien de Ricardi, et il fut chargé pour le musée de New York d’achever quatre-vingts portraits des personnages célèbres de la révolution d’Amérique, que la mort du peintre Peale avait laissés, à l’état d’ébauche. 
Boisfrémont se sentait néanmoins appelé à un genre de peinture plus élevé que celui qu’il exerçait. Ayant toujours rêvé de l’Italie, avec ses musées et ses antiques, où il pourrait se former à l’école des grands maitres, il résolut d’entreprendre le voyage et s’embarqua, muni d’une somme de 50 000 francs, pour lui permettre de travailler avec sécurité. Malheureusement, à hauteur de Gibraltar, le vaisseau où il faisait voile fut attaqué par des pirates algériens, pillé et ses passagers ainsi que l’équipage conduits prisonniers sur la côte d’Afrique. Après une longue suite de misères et de mauvais traitements, il dut à sa nationalité, qui commençait à se rendre redoutable, de voir adoucir sa captivité. Il obtint même d’être déposé en Italie. Renvoyé sur un bâtiment barbaresque faisant voile pour Gênes, il y arriva le premier jour de la révolution. Au bout d’une longue quarantaine, dans un lazaret, rendu à la liberté, il touchait l’Italie.
De compagnie avec un sculpteur milanais, du nom de Canolle, pauvre comme lui, il fit à pied, le chemin de Rome. Là encore, la mort du général Duphot, tué sur la porte même de l’ambassadeur de France par des soldats du pape au moment où il tentait d'apaiser une émeute occasionnée par une fête célébrée par les Républicains français, amena la prise de Rome peu de jours après par les Français. Dès lors, impossible d’étudier ou de travailler. Pendant dix-huit mois, couchant sous le portique, à moitié nu, il vécut avec les lazarrone, se nourrissant de châtaignes ou de pain de munition qu’il obtenait avec une extrême difficulté. Comme un décret du gouvernement français ordonnait au commandant de la place de faire fusiller tout émigré, il fut conduit, en vertu de cette mesure, devant le général Gouvion-Saint-Cyr, commandant de la place. Ce protecteur des arts le protégea et lui accorda la vie et la liberté, en lui recommandant d’en user avec la plus grande réserve. 
Vers 1799, l’horizon s’éclaircit et il put enfin retourner sans crainte à ses études. Parmi les quelques étrangers qui recommençaient à fréquenter l’Italie, lord Bristol, amateur passionné des beaux-arts, charmé de son talent, le chargea de faire plusieurs copies des plus beaux ouvrages de Rome, ce qui le tira de l’extrême indigence où il se trouvait encore. Dans ses études, il se sentait surtout attiré vers les productions de Raphaël, du Titien, de Corrège qu’il parvint à les reproduire avec une rare perfection. Un marchand d’antiquités, ayant vu de ses copies, lui en commanda un grand nombre qu’il vendit comme des originaux. Dès lors, aidé des conseils de l’antiquaire qui exploitait son talent, il devint fort habile dans l’art de restaurer les tableaux ; il y acquit des connaissances, imagina des procédés dont il devait faire bon usage au château de Versailles.

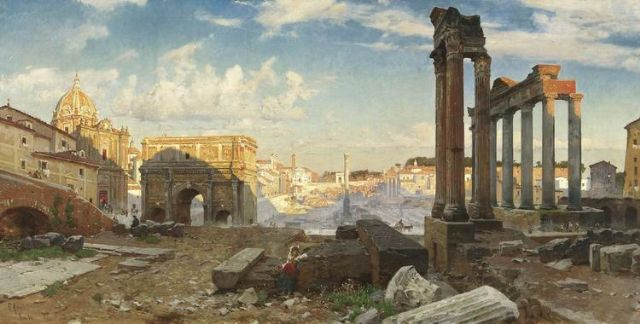
Ruines romaines où vécut Boisfrémont.

Le régime de la Terreur terminée et le premier consul, ayant permis aux émigrés de rentrer, Boisfrémont éprouva le désir de revoir son pays. Sa voiture était arrêtée pour le lendemain, lorsqu’une dernière visite au palais des Thermes faillit lui couter la vie où il fut reconnu pour Français par une bande de Napolitains, alors maîtresse de Rome. Assailli et laissé comme mort sur la place, il ne dut son salut qu’à quelques officiers qui, voyant qu’il respirait encore, lui firent donner les secours dont il avait besoin. Après trois mois passés à se remettre, prit le chemin de la France, où il trouva sa famille sortant des prisons, son père mourant agonisant par suite des privations qu’il avait endurées, et une mère qui refusa de le reconnaitre, tant les années et la mauvaise fortune avaient altéré sa constitution et défiguré ses traits. 
Lorsque Boisfrémont monta à Paris, il trouva David et l’école néo-classique régnant sans partage. En 1803, il exposait la Mort d’Abel, le premier tableau qu’il eut fait de sa vie, de grandeur naturelle, dont le sujet était. Cet essai fit sensation, et l’accueil qu’il reçut lui fit naitre le désir de s’essayer de nouveau. La passion pour l’antique qui chez lui s’était développée en Italie, lui inspira l’envie de s’adonner à la sculpture pour laquelle il avait des dispositions. Après avoir travaillé pendant quelques années avec Antoine-Denis Chaudet, dont il devint l’élève et l’ami, il revint à la peinture, sa santé ébranlée ne lui permettant pas de se livrer longtemps à ce genre de travail. Au salon de 1806, il exposa les Reproches d’Hector, tableau qui lui valut une médaille d’or de 500 francs, succès qui lui valut des envieux. Alors qu’il préparait un Orphée aux Enfers pour l’exposition de 1808, on chargea une femme de traiter le même sujet. Napoléon étant venu, cette année-là visiter le salon et distribuer des récompenses, il jugea digne de la croix la Vengeance poursuivant le Crime de Pierre-Paul Prud'hon et la médaille d’or de 1 000 francs initialement destinée à ce peintre fut alors accordée à Boisfrémont.
Boisfrémont désirait peindre quelque trait de la vie de l’Empereur, ses amis, Vivant Denon, entre autres, l’en dissuadaient. Il choisit le moment où l’Empereur ému dit à la princesse de brûler la lettre qui atteste de la trahison de son mari comme sujet de la Clémence envers la princesse Hatzfeld qu’il exposa, en 1810. Le succès fut tel que la croix lui fut promise et le tableau acquis par le gouvernement pour être reproduit en tapisserie aux Gobelins. En 1812, il exposa Virgile lisant l’Énéide à Auguste, grande composition achetée par le ministère de l’intérieur. À dater de cette époque, on le retrouve dans bon nombre de portraits, de tableaux de chevalet, dont la Colombe chérie, le Déshabillé, la Chasteté de Joseph ou de portraits, comme celui du duc de Bourbon, de madame Sommariva, de la maréchale Gouvion-Saint-Cyr, et un tableau de famille réunissant onze personnes. Il exécuta également deux compositions pour Gian Battista Sommariva : Vénus déposant Ascagne sur le mont Ida et Psyché asphyxiée par la boite de Pandore, réveillée par une blessure de l’Amour. Ces deux productions ont été gravées par Micon. En 1814, il exposa un plafond de grande dimension, l’Éducation de Jupiter par les nymphes du mont Ida, pour le pavillon de Marsan, réservé aux enfants de France. 
En 1815, Louis XVIII songeait à faire restaurer le château de Versailles ; les œuvres de Lebrun et de Véronèse étaient dans un tel état de dégradation qu’on était sur le point de les détruire. Désespérant d’en venir à bout, les artistes chargés du travail s’adressèrent à Boisfrémont qui, grâce aux ingénieux procédés qu’il avait imaginés, sauva ces peintures de la destruction et les remit en état. Il a ainsi repeint en entier le plafond de Véronèse qui orne la chambre à coucher de Louis XIV. Il travailla, de plus, lui-même au salon de Vénus, à la chambre à coucher de Louis XIV et aux appartements de la reine. En 1819, il fit, pour une commande du ministère pour la ville de Toulouse, un tableau représentant Ulysse se présentant chez lui sous les habits d’un mendiant.
Ami de Prud'hon, avec qui il avait beaucoup de points communs, il l’accueillit, dans ses derniers jours, dans son atelier et compléta le tableau Andromaque et Astyanax, laissé inachevé par sa mort. Sous la Restauration, il fut méconnu, dénigré, complètement oublié et aucune commande, aucun grand travail ne lui fut confié. Il refusa de solliciter et pendant les quatorze dernières années de sa vie, ne mit rien au salon à Paris. Après la révolution de juillet, il éprouva le désir de se rapprocher d’une sœur qu’il avait à Rouen et prit, dès lors, l’habitude de passer les étés à Caumont. Il prit également une part active aux expositions municipales de Rouen créées en 1832. À la mort de Boieldieu, il fit don, en 1835, à l’Académie de Rouen de Boieldieu composant la Dame Blanche. Voulant connaitre l’effet de son œuvre, il introduisit dans son atelier la veuve et les enfants de Boieldieu. Ceux-ci restèrent muets tandis que la veuve lui dit en sanglotant : « Comment, Monsieur, avez-vous pu faire si ressemblant, après sa mort, celui qu’on a toujours si mal peint durant sa vie ? » Après ce tableau, il n’exposa plus qu’une Dame lisant une lettre, au salon de Rouen, en 1836. Une année s’était à peine écoulée, depuis qu’il avait pris sa retraite, lorsqu’il fut pris d’une fièvre délirante qui l’enleva le troisième jour. Il avait deux enfants, un fils, élève de l’École polytechnique, officier d’artillerie, et une fille, douée des mêmes dispositions que son père pour la peinture. Le musée de Rouen possède deux tableaux de lui, la Samaritaine et la Mort de Cléopâtre, offerts par leur auteur, l’un en 1822, et l’autre en 1828.

## Œuvres
- La Mort d’Abel, 1803 ;
- La Clémence de Napoléon envers la princesse de Hartzfeld, musée de Versailles, 1810 ;
- La Colombe chérie ;
- Jésus et la Samaritaine, 1822, Rouen, musée des beaux-arts ;
- La Mort de Cléopâtre, 1824, Rouen, musée des beaux-arts ;
- Le Déshabillé ;
- Les reproches d’Hector à Pâris, 1806, (médaille d'or) ;
- Louis-Henri-Joseph de Bourbon, prince de Condé (1756-1830), Versailles, musée national du château et des Trianons ;
- Descente d'Orphée aux enfers, 1808, Château de Maisons-Laffitte ;
- Ulysse sous la forme d’un mendiant, 1817, Toulouse, musée des Augustins ;
- Psyché asphyxiée par la boite de Pandore, réveillée par une blessure de l’Amour ;
- Vénus déposant Ascagne sur le Mont Ida ;
- Éducation de Jupiter sur le Mont Ida (plafond du pavillon de Marsan) ;
- Boieldieu composant la Dame Blanche, 1835 ;
- Dame lisant une lettre, 1836.

## Sources
- Clément-Eugène Hellis, Notice historique et critique sur M. Leboulanger de Boisfrémont, peintre d’histoire, membre de l’Académie de Rouen, Rouen, Émile Périaux, 1834, 46 p. (lire en ligne).
- (en) Kanter, Laurence B.,"Andromache and Astyanax" by Pierre-Paul Prud'hon and Charles Boulanger de Boisfremont, Metropolitan Museum Journal, Vol. 19/20 (1984/1985), pp. 143-150
- Marie Jeune, « Charles-Pompée Le Boulanger de Boisfrémont », dans La Révolution en Haute-Normandie (1789-1802), Rouen, P'tit Normand, 1987, 464 p. (ISBN 2906258180, lire en ligne), p. 231-233